# Pseudis fusca
Espèce
Synonymes
- Batrachichthys pizarronis Garman, 1883

Statut de conservation UICN

 LC  : Préoccupation mineure
Pseudis fusca est une espèce d'amphibiens de la famille des Hylidae.

## Répartition
Cette espèce est endémique au nord-est de l'État du Minas Gerais au Brésil. Elle se rencontre à environ 500 m d'altitude,.

## Publication originale
- Garman, 1883 : A species of Pseudis, from the Rio Arassuahy, Brazil. Science Observer, vol. 4, no 5/6, p. 47.